# Percy Pennefather
Percy Milton Pennefather (ur. 16 lipca 1923, zm. 21 grudnia 1975) – singapurski hokeista na trawie, olimpijczyk.
Jako zawodnik był aktywny w latach 1947-1961, grał jako napastnik. Uczestnik Letnich Igrzysk Olimpijskich 1956. Reprezentował Singapur we wszystkich sześciu meczach, był najlepszym strzelcem swojej drużyny. W wygranym 6-1 spotkaniu ze Stanami Zjednoczonymi strzelił trzy bramki, a w spotkaniu z Afganistanem (5-0) zdobył dwa gole. Pozostałe cztery spotkania Singapurczycy przegrali. Jego reprezentacja zajęła finalnie ósme miejsce w stawce 12 zespołów. 
Był trenerem narodowej drużyny w turnieju kwalifikacyjnym do igrzysk w Meksyku w 1968 (zakończonym niepowodzeniem). W 1972 był przewodniczącym Singapurskiego Związku Hokeja na Trawie. Z zawodu był policjantem. Jego córką była Annabel, która została działaczką sportową w narodowym komitecie olimpijskim.